# Alan Davis
Alan Davis (Corby, 18 de juny de 1956) és un artista i escriptor de còmics anglès, conegut pel seu treball en títols com Captain Britain, The Uncanny X-Men, ClanDestine, Detective Comics, Excalibur, JLA: The Nail i JLA: Another Nail.

## Carrera

### Obra al Regne Unit
Davis va començar la seva carrera en còmics en un fanzine anglès. El seu primer treball professional va ser una tira anomenada The Crusader a Frantic Magazine per a la línia renovada de Marvel UK de Dez Skinn.
La gran oportunitat de Davis va ser dibuixar la història renovada de Captain Britain a Marvel Superheroes. En aquell moment, treballava a temps complet en un magatzem de Corby fent feina que incloïa carregar camions. Inicialment no tenia cap interès a seguir una carrera en el còmic, ja que considerava que el dibuix era un hobby. A causa de la seva inexperiència, Davis no va deixar prou espai per a les bafarades a la primera entrega de cinc pàgines, per la qual cosa es va haver de retallar a sis pàgines. Després, Alan Moore es va fer càrrec de les tasques d'escriptura del Captain Britain. Va dibuixar 14 números del títol mensual Captain Britain, que més tard es va reimprimir en rústica comercial. Davis i Moore van formar una estreta col·laboració com a creadors; també van crear D.R. & Quinch per a 2000 AD. Més tard, Davis va substituir a Garry Leach a Marvelman a Warrior i va tornar a treballar amb Moore. També va dibuixar la història "Harry Twenty on the High Rock" a 2000 AD.

### Obra als Estats Units
El 1985 Davis va rebre la seva gran oportunitat als Estats Units quan va ser contractat per DC Comics per dibuixar Batman and the Outsiders, escrit per Mike W. Barr. Davis va prendre el relleu de Jim Aparo, que va llançar la versió directa al mercat del títol. El seu treball va resultar prou popular perquè se li assignessin tasques artístiques al títol insígnia de DC Detective Comics el 1986, de nou amb Barr escrivint. Durant la història de "Batman: Year Two", però, Davis va trobar dificultats amb el seu editor i va marxar després del primer número de la història de quatre números. Els tres números restants van ser il·lustrats per Todd McFarlane. A la història, que comptava amb Joe Chill, l'assassí dels pares de Batman, Barr volia que Chill tingués una gran arma. Li va demanar a Davis que el dibuixés amb un Mauser amb un canó allargat, semblant a l'utilitzat per la versió de Paul Kirk de Manhunter. No obstant això, després que Davis va donar a Chill amb aquesta arma de foc al llarg de Detective Comics nº 575 i a la seva portada, va obtenir còpies de les pàgines de Batman nº 404 de Frank Miller i David Mazzucchelli, que estava programat per ser llançat mesos abans de l'arc argumental de "Year Two" i va veure que Chill es representava amb una pistola més petita sense el canó estès. Quan l'editorial li va demanar que tornés a dibuixar l'arma a les seves pàgines, Davis es va negar. Dick Giordano va encarregar-se llavors de dibuixar l'arma a les pàgines.
Davis va acceptar una oferta de l'escriptor de Uncanny X-Men Chris Claremont per treballar en els llibres X-Men de Marvel Comics. Amb Claremont, Davis va dibuixar dos New Mutants Annuals i tres números per a Uncanny X-Men. El 1987 el duet va llançar la sèrie mensual Excalibur, que comptava amb un equip format pel Captain Britain i Meggan juntament amb els antics membres dels X-Men Kitty Pryde, Nightcrawler i Rachel Summers. Les històries, ambientades a Anglaterra, van veure aparicions de molts personatges de les històries de Captain Britain de Moore i Davis de principis dels anys vuitanta, com ara la Crazy Gang i Technet. Els llapis de Davis van ser entintats per Paul Neary i, més tard, per Mark Farmer. Davis va marxar amb el número 24 a causa de les pressions dels terminis, però va tornar amb el número 42, aquesta vegada també com a escriptor. Durant aquesta segona tirada, segons Davis, "[L'editor] Terry Kavanagh em va fer consentir, em va donar una llibertat gairebé total i em va animar a experimentar". Entre els nous personatges que va crear per a la seva segona tirada al títol hi havia Feron, Cerise, Micromax i Kylun.
El 1994 Davis va crear una nova sèrie de personatges originals anomenada ClanDestine, que presentava la família Destine, composta de superhumans britànics de llarga vida i poder màgic. Davis va escriure i dibuixar a llapis el títol durant vuit números, però Marvel va continuar la sèrie fins al número 12 amb altres autors. El 1996 Davis va escriure i dibuixar les minisèries crossover de dos números X-Men i The ClanDestine.
L'any 1991, Davis es va reunir amb l'escriptor Barr per dibuixar la seqüela de "Year Two", el one-shot Batman: Full Circle. Durant gran part de la dècada de 1990, Davis va dibuixar molts dels personatges i títols principals de Marvel i DC Comics, inclosos JLA: The Nail i The Avengers. També va rebre l'encàrrec d'escriure les dues sèries principals de X-Men el 1999 (dibuixant també per a X-Men), però les va deixar l'any següent.
A partir de l'octubre de 2002 va escriure i dibuixar per a Marvel Killraven, una minisèrie de sis números que renovava el personatge del títol dels anys setanta. Després de tornar a Uncanny X-Men, treballant de nou amb Claremont, Davis va escriure i dibuixar entre 2006 i 2007 una sèrie limitada de sis números Fantastic Four: The End per a Marvel (que no s'ha de confondre amb un one-shot similar escrit per Stan Lee i dibuixat per John Romita Jr). El febrer de 2008, Davis va escriure i dibuixar a llapis una minisèrie de ClanDestine de cinc parts i Thor: Truth of History per a Marvel El treball més recent de Davis ha estat a Totally Awesome Hulk (# 7–8, 2016), la trilogia de Thanos (2018–2019) i una reunió amb Roy Thomas el 2019 per a dos números de The Savage Sword of Conan (nº 10–11, volum 2).

## Vida personal
Davis i la seva dona Heather tenen un fill, Thomas, i una filla, Pauline. Thomas havia nascut recentment quan Davis va començar el seu treball sobre les històries de Captain Britain el 1981, i Pauline va néixer uns anys més tard.

### DC Comics
- Batman and the Outsiders (llavors Adventures of the Outsiders) nº 22–36 (1985–1986)
- Detective Comics nº 569–575 (1986–1987)
- Batman: Full Circle, novel·la gràfica (1991)
- Legion of Superheroes vol. 4 nº 100, annual nº 6 (1998)
- JLA: The Nail, minisèrie, nº 1–3 (escriptor/artista, 1998)
- Superboy's Legion, minisèrie, nº 1–2 (2001)
- Batman: Gotham Knights (Batman Black and White) nº 25 (2002)
- JLA: Another Nail, minisèrie, nº 1–3 (escriptor/artista, 2004)

### Marvel Comics

#### Marvel UK
- Captain Britain vol. 2 nº 1–14 (1985–1986)
- The Daredevils (Captain Britain) nº 1–11 (1983)
- The Empire Strikes Back Monthly nº 153, 156 (1982)
- Marvel Superheroes (històries de Captain Britain) nº 377–388 (1981–1982)
- Mighty World of Marvel vol. 2 (històries de Captain Britain) nº 7–16 (1983–1984)

#### Als Estats Units
- Astonishing X-Men: Ghost Boxes, minisèrie, nº 1 (2008)
- Avengers vol. 3 nº 38–43, 63 (2001–2003)
- Avengers: Ultron Forever nº 1–3 (2015)
- Avengers Prime, miniseries, nº 1–5 (2010–2011)
- Avengers: The Children's Crusade: Young Avengers (2011)
- Captain America vol. 6 nº 6–10 (2012)
- Captain America nº 703 (2018)
- Captain Britain and The Mighty Defenders nº 1–2 (2015)
- ClanDestine nº 1–8 (escriptor/artista, 1994–1995)
- ClanDestine, minisèrie, nº 1–5 (2008)
- Daredevil vol. 3 Annual #1 (2012)
- Dark Reign The List: Uncanny X-Men (2009)
- Excalibur nº 1–7, 9, 12–17, 23–24, 42–52, 54–58, 61–67 (1988–1993), Special Edition (1987)
- Fantastic Four Annual nº 33 (2012)
- Fantastic Four: The End, minisèrie, nº 1–6 (escriptor/artista, 2007)
- Fantastic Four vol. 3 nº 1–3 (1998)
- Free Comic Book Day: Civil War II (2016)
- Giant-Size X-Men: Nightcrawler nº 1 (2020)
- Guardians of the Galaxy: Mother Entropy, minisèrie nº 1–5 (2017)
- The Infinity Entity, miniseries, nº 1–4 (2016)
- Iron Man vol. 3 nº 64 (2003)
- Killraven, minisèrie, nº 1–6 (escriptor/artista, 2002)
- Marvel Comics nº 1000 (2019)
- Marvel Comics Presents (ClanDestine) nº 158 (1994)
- Marvel Super-Heroes (Black Knight) nº 4 (1990)
- New Mutants Annual nº 2–3 (1986–1987)
- Savage Hulk #1–4 (escriptor/dibuixant) (2014)
- Savage Sword of Conan vol. 2 nº 10–11 (2019)
- S.H.I.E.L.D. vol. 3 nº 3 (2015)
- Solo Avengers (She-Hulk) nº 14 (1989)
- Spider-Man Adaptació oficial de la pel·lícula (2002)
- Stan Lee Meets Doctor Strange (2006)
- Tarot #1–4 (només escriptor, 2020)
- Thanos: The Infinity Siblings OGN (2018)
- Thanos: The Infinity Conflict OGN (2018)
- Thanos: The Infinity Ending OGN (2019)
- Thor vol. 2 nº 58 (2003)
- The Mighty Thor nº 18–21 (2012)
- Thor: Truth of History, one-shot (escriptor/artista, 2008)
- The Totally Awesome Hulk nº 7–8 (2016)
- Uncanny X-Men (artista): nº 213, 215, 444–447, 450–451, 455–459, 462–463, Annual nº 11 (1987–2004); (escriptor): nº 366–380, Annual 1999 (1999–2000)
- Wolverine: Bloodlust, novel·la gràfica (1990)
- Wolverine vol. 4 Annual nº 1 (escriptor/artista, 2012)
- Wolverine vol. 5 nº 1–4, 8–13 (2013–2014)
- X-Men vol. 2 (artista): nº 85–90, 93–94, 96–98, Annual nº 9; (escriptor): nº 91–92, 95, 99 (1999–2000)
- X-Men: Schism, minisèrie, nº 4 (2011)
- X-Men/ClanDestine, minisèrie, nº 1–2 (1996)
- Young Avengers Presents nº 6 (2008)

### Altres editorials
- 2000 AD (Harry Twenty on the High Rock) nº 287–307; (D.R. and Quinch) nº 317, 350–351, 352–359, 363–367, 509; #525–534 (també co-escriptor); Judge Dredd nº 585; No. 322 (1983) (IPC Magazines, 1982–1988)
- 2000 AD Sci-Fi Special (IPC Magazines, 1985)
- Gen13 Bootleg nº 1–2 (Image Comics, 1996)
- The Maze Agency Special #1 (Innovation Publishing, 1990)
- Miracleman nº 1–6 (Eclipse Comics, 1985–1986)
- Vampirella nº 19 (Harris Comics, 2003)
- Warrior (Marvelman) nº 4, 9–10, 13–16 (Quality Comics, 1982–1983)

### Edicions recopilatòries
- Avengers Prime, Marvel Comics, 128 pàgines, tapa dura, abril de 2011, ISBN 0-78514-725-X ; rústica comercial, octubre de 2011, ISBN 0-78514-726-8
- Avengers: Standoff, inclou Avengers (vol. 3) nº 63, Thor (vol. 2) nº 58 i Iron Man (vol. 3) nº 64, tapa dura, 120 pàgines, Marvel Comics, març de 2010, ISBN 0-78514-467-6
- Captain Britain Omnibus, recull Marvel Super-Heroes (Regne Unit) nº 377–388, The Daredevils (Regne Unit) nº 1–11, Captain America nº 305–306, Mighty World of Marvel (Regne Unit) nº 7–16, Captain Britain (Regne Unit) nº 1–14, New Mutants Annual nº 2, Uncanny X-Men Annual nº 11, tapa dura, agost de 2009, 688 pàgines, ISBN 0-7851-3760-2
- Clandestine Classic Premiere, recull ClanDestine nº 1–8, Marvel Comics Presents nº 158 i X-Men & ClanDestine nº 1–2, tapa dura, Marvel Comics, 312 pàgines, febrer de 2008, ISBN 0-7851-2742-9
- ClanDestine: Blood Relative Premiere, tapa dura, Marvel Comics, 120 pàgines, octubre de 2008, ISBN 0-7851-2740-2
- The Complete DR & Quinch, rústica comercial, 128 pàgines, 2000 AD, 2010, ISBN 1-90673-588-3
- Excalibur Classic, rústica comercial, Marvel Comics, 2005–2007, volums 1–4, inclosos Excalibur: The Sword Is Drawn i Excalibur dibuixats per Davis els nº 1–24. (Vol. 1: ISBN 0-7851-1888-8 ; Vol. 2: ISBN 0-7851-2201-X ; Vol. 3: ISBN 0-7851-2202-8 ; Vol. 4: ISBN 0-7851-2203-6)
- Excalibur Visionaries: Alan Davis, rústica comercial, Marvel Comics, 2009–2011, volums 1–3, inclosos els números d'Excalibur dibuixats per Davis dels nº 42–67. (Vol. 1: ISBN 0-7851-3740-8 ; Vol. 2: ISBN 0-7851-4455-2 ; Vol. 3: ISBN 0-7851-5543-0)
- JLA: The Nail, tpb, 1999, DC, ISBN 1-56389-480-7, Titan, ISBN 1-84023-064-9
- JLA: Another Nail, tpb, 2004, DC, ISBN 1-40120-265-9
- Harry 20: On the High Rock, tpb, 2010, 2000 AD ,ISBN 1-90673-591-3
- Killraven, tapa dura, juny de 2007, ISBN 0-7851-2538-8; tapa tova, desembre de 2008, ISBN 0-7851-1083-6